# 范海涛
范海涛（1964年7月—），河南辉县人，汉族，中华人民共和国企业家、政治人物。

## 生平
毕业于河南省委党校法律专业。加入中国共产党。2013年，担任全国人大代表。现任河南孟电集团党委书记、董事长、总经理，南李庄村党支部书记。2013年全国道德模范获得者。因在脱贫攻坚战中作出突出贡献，2021年2月25日全国脱贫攻坚总结表彰大会上，范海涛被授予“全国脱贫攻坚先进个人”。